# Кошкин, Ян Петрович
Ян (Яков) Петрович Ко́шкин (псевд. Я. П. Алькор; 27 марта (9 апреля) 1900, Рига, Лифляндская губерния, Российская империя — 14 апреля 1938, Ленинград, СССР) — российский и советский учёный-этнограф, лингвист, профессор (1930), кандидат этнографии (1935).

## Биография
Родился 27 марта (9 апреля) 1900 года в Риге Российской империи (ныне в Латвии). В 1914 году становится участником революционного движения в Латвии, занимался нелегальной работой, несколько раз был арестован. В 1917 году вступает в РСДРП(б). В 1918—1920 годах слушатель, в 1921—1923 годах комиссар Высшей кавалерийской школы в Ленинграде. В 1924 году одновременно окончил общественно-педагогическое отделение факультета общественных наук 1-го Петроградского государственного университета и этнографическое отделение Географического института.
В 1925—1930 годах преподавал на северном факультете Ленинградского восточного института и на этнографическом отделении географического факультета ЛГУ, стремился пригласить ведущих учёных для преподавания языков и этнографии народов СССР. В 1925—1929 годах член Бюро и ответственный секретарь Ленинградского филиального отдела Комитета Севера при Президиуме ВЦИК. В 1930—1936 годах занимал должность профессора (с 1931 года директор) Института народов Севера, основатель научно-исследовательской ассоциации, занимался выпуском её «Трудов» (серии этнографии, лингвистики, фольклора, истории, экономики). В 1932—1936 годах профессор, заведующий кафедр северных языков Ленинградского института философии, литературы и истории и Педагогического института имени А. И. Герцена. В 1935—1937 годах заведующий этнографической секцией Института антропологии, археологии и этнографии АН СССР. В 1932—1936 годах председатель Комитета нового алфавита народов Севера. В 1935 году становится кандидатом этнографии.
Занимался изучением языка и этнографии эвенков, один из разработчиков эвенкийского алфавита. Редактор двухтомника «Языки и письменность народов Севера» (ч. 1 — 1937; ч. 2 — 1934). Обрабатывал данные по национальному составу Всесоюзной переписи населения 1937 года.
В 1936 году «за потерю классовой бдительности» исключён из ВКП(б), 22 мая 1937 года арестован по обвинению в принадлежности к шпионско-террористической организации (ст. 58-2-6-11 УК РСФСР), по доносу Николая Спиридонова и Ерухима Крейновича, расстрелян 14 апреля 1938 года в Ленинграде по приговору Особого совещания Ленинградского военного округа. Реабилитирован 29 октября 1955.
Проживал на 11-й линии Васильевского острова, дом 20, квартира 5.